# Wyciąże
Osiedle Wyciąże – obszar  wchodzący w skład Dzielnicy XVIII Nowa Huta.
W Wyciążach ma swoją siedzibę klub LKS Błyskawica oraz jednostka OSP Wyciąże. Znajduje się tam również Szkoła Podstawowa im. Stanisława Wyspiańskiego nr 140.
Wieś dóbr prestymonialnych kapituły katedralnej krakowskiej w powiecie proszowickim województwa krakowskiego w końcu XVI wieku.

## Historia
Wzmiankowane w XII wieku – wieś zapisana została kapitule krakowskiej przez Burnę, żonę biskupa wrocławskiego, Ogiera. Mimo iż pierwsza informacja o wsi pochodzi z 1338 r., odnaleziono ślady kultury prehistorycznej oraz pozostałości osadnictwa z VII i XIII wieku. Od powstania do XVIII wieku wieś była własnością kapituły krakowskiej (Wyciąże liczyło wtedy 400 mieszkańców, 70 domów, dwór, 2 karczmy i młyn), następnie należała kolejno do skarbu państwa austriackiego i do rodziny Wodzickich, którzy zarządzali miejscowym obszarem dworskim do 1945 r. w XIX wieku powstał nieistniejący już dworek – własność rodu Szumlańskich a następnie Wójcików. Wyciąże zostało przyłączone do Krakowa w 1973 r..
Podczas badań archeologicznych odkryto w Wyciążach ok. 1900 r. znacznych rozmiarów miecz brązowy, datowany na l. ok. 1300 - 1100 p.n.e. Był on importem pochodzącym prawdopodobnie z terenów węgierskich i stanowił zapewne własność kogoś ze starszyzny rodowej. W wyniku prac wykopaliskowych prowadzonych w l. 1949 - 1957 znaleziono natomiast glinianą figurkę o wyeksponowanych cechach postaci kobiecej, datowaną na l. ok. 2000 - 1600 p.n.e. Ważnym znaleziskiem były też formy odlewnicze używane do odlewania przedmiotów z brązu, pochodzące z l. ok. 1300 - 900 p.n.e. W Wyciążach znaleziono również datowane na ok. I w. p.n.e. pozostałości pieca do wytopu żelaza (dymarka). Jest to najstarszy tego typu obiekt w Małopolsce.
W Wyciążach urodził się Franciszek Wójcik - poseł na Sejm.
21 sierpnia 2011 zdarzył się na tym osiedlu wpadek awionetki marki Cessna. W wypadku zginęły cztery osoby, które znajdowały się w awionetce - 42-letni mężczyzna i troje dzieci (14-latki). Awionetkę pilotował dyrektor aeroklubu. Ze sobą zabrał trzy córki znajomych, którym chciał pokazać Kraków z wysokości.

## Nazwa
"Wilczanze" – 1338, "de Wilczanza" – 1410, "Vicząsze" – 1433, "Vilczyąze" – 1510.
Etymologia nazwy Wyciąże wydaje się być ciekawa. Badacz okresu międzywojnia J. Łoś podał ją jako przykład haplologii, czyli zjawiska fonetycznego, polegającego na zastąpieniu dwóch takich samych lub podobnych sylab jedną w celu ułatwienia wymowy danej nazwy. W tym wypadku pełna nazwa wsi brzmiałaby "wilcze ciąże", natomiast została ona zredukowana do jednego słowa "wilciąże". W tej formie nazwę tę starano się zapisać w języku łacińskim, co przysparzało, jak widać powyżej, znaczne trudności. Tak więc nazwa miejscowości wskazuje na zamierzchłe czasy, gdy nadwiślańskie ziemie były stosunkowo gęsto zalesione; te równinne, bagniste tereny były przestrzenią życia wilków.
Nazwę tę powinno się konsekwentnie odmieniać w liczbie mnogiej, tak jak odmienia się słowo "ciąże" – a więc: do (kogo?, czego?) tych Wyciąż, w (kim?, czym?) tych Wyciążach.

## Ochotnicza Straż Pożarna
Ochotnicza Straż Pożarna w Wyciążach powstała w związku z wprowadzeniem w 1897 r. obowiązku posiadania w każdej miejscowości straży ogniowej (1897 - rok powstania obowiązku, 1908 - faktyczne powstanie). Początkowo pożary gaszono wodą ze studni. Dopiero później zakupiono pompę strażacką umieszczoną na wozie konnym. Organizatorem i dowódcą wyciąskiej straży był Franciszek Bąk. Za jego komendantury powstał w centralnej części wsi drewniany barak. W latach 60. XX wieku wybudowano nową murowaną remizę. W 2000 r. władze Krakowa przekazały jej Żuka GLM pochodzącego z komendy miejskiej PSP. Pojazd ten był używany przez 9 lat. W 2005 r. dzięki środkom przekazywanym z budżetu miasta Krakowa rozpoczął się gruntowny remont i modernizacja strażnicy. Zwieńczeniem wieloletnich starań zarządu o doposażenie OSP w większy i nowocześniejszy wóz bojowy, było pozyskanie samochodu Mercedes 608D, przygotowanego do operacji ratowniczo-technicznych i wyposażonego m.in. w motopompę Spec-Poż., nożyce pneumatyczne, a także rozbierak. Prócz tego strażacy z Wyciąż dysponują Motopompą PO-5, pompami: szlamową Honda i Pływającą Niagara, pilarką do drewna Stihl i agregatem prądotwórczym.
Strażacy z Wyciąż biorą udział w uroczystościach kościelnych, pełnią ciągłą wartę przy Grobie Pańskim, uczestniczą w procesji rezurekcyjnej w rusieckim kościele oraz opiekują się figurką Najświętszej Maryi Panny. Wyciąscy Rycerze św. Floriana pełnią też funkcję porządkową w czasie imprez masowych (np. Cracovia Maraton).

## Zabytkowy dom
Dom przy ul. Jeziorko 2 (dawniej ten odcinek drogi aż do cmentarza w Ruszczy nosił nazwę ul. Wyciąskiej) został wybudowany w 1914 r. przez ówczesnego właściciela Wyciąż (Wodzicki), który chcąc uniknąć poboru do wojska austriackiego w 1914 roku postawił na skrzyżowaniu dróg dom z przeznaczeniem dla celów publicznych. Mieścił się tu posterunek policji oraz poczta. Wcześniej w tym miejscu stała karczma prawdopodobnie została rozebrana. W ogrodzie tej posiadłości podobno są jeszcze pod wierzchnią warstwą ziemi ślady jej fundamentów.
Posterunek policji był w tym budynku aż do wybuchu II wojny światowej. Ostatnim komendantem był tu Józef Rygiel.
Mniej więcej w tym samym czasie stanął przed domem krzyż drewniany z żeliwnym Chrystusem. Postawili go w podzięce za powołanie kapłańskie mieszkańcy wsi, a może rodzice młodzieńca z Wyciąż, który wstąpił do seminarium.
Zniszczony zębem czasu nie przetrwał – był wymieniony na nowy, ale i ten się nie zachował. Od kilku lat stoi w tym miejscu krzyż stalowy. Jedynie Chrystus z pierwszego krzyża pozostał ten sam.